# Ciudad Bolívar, Antioquia
Ciudad Bolívar este un municipiu din departamentul Antioquia, Columbia.